# Johann Anton Roetig
Johann Anton Roetig auch Rötig oder Rettig genannt (* 11. Januar 1750 in Hachenburg; † 10. Oktober 1800 ebenda) war ein deutscher Uhrmacher.

## Leben und Werk
Johann Anton Roetig wurde am 11. Januar 1750 in Hachenburg als Sohn des Uhrmachers Johann Albert Roetig und seiner Frau Anna Christina, geborene Bitzer, geboren. Auch er war als Uhrmacher zunächst bei der Firma Kinzig & Co. in Neuwied tätig und galt dort als Spezialist für Flöten- und Harfen- in Musikuhren. In Neuwied heiratete er Magdalena Manderscheid. Nach der Schließung der Firma Kinzig verließ Johann Anton im Jahre 1782 Neuwied und ließ sich in der Residenzstadt Hachenburg, seinem Geburtsort, nieder. Hier eröffnete er eine Uhrmacherwerkstatt.
Johann Anton Roetig starb am 10. Oktober 1800 in seiner Heimatstadt im Alter von 50 Jahren.
Sein Sohn Friedrich Wilhelm (geb. am 28. Mai 1782) war ebenfalls erfolgreicher Uhrmacher und setzte damit die Tradition der Familie fort.
Von Johann Anton Roetig sind Bodenstanduhren (Neuwieder Uhren) erhalten, die er für Bürgerfamilien fertigte. Den hohen Stellenwert seiner Handwerkskunst verdeutlicht die Tatsache, dass im Jahr 1782 der Graf zu Wied eine „Uhr à la Franklin“ für 16 Reichsthaler bei ihm kaufte. Außer Pendeluhren fertigte er komplizierte Spieluhren mit Flöten und Saiteninstrumenten.